# Constitution du Liechtenstein
Lire en ligne

Consulter

Constitution de 1862
La Constitution du Liechtenstein est la loi fondamentale du Liechtenstein. Promulguée le 5 octobre 1921, elle remplace la Constitution de 1862.
Elle peut se définir comme un mélange de régime parlementaire et de monarchie constitutionnelle avec des aspects de démocratie directe par l'usage des référendums.

## Caractéristiques
La Principauté du Liechtenstein est la seule démocratie européenne à reconnaître dans sa Constitution l’existence d’un droit de sécession unilatérale : le deuxième alinéa de son article 4 dispose notamment que « chaque commune a le droit de faire sécession de l'État. La décision d'engager une procédure de sécession doit être prise à la majorité des citoyens résidant dans la commune et habilités à voter ».

## Sources

## Compléments